# Georges Liraud
Georges Liraud, né le 28 juillet 1910 à Limoges et mort le 8 août 1935 à Toulon, est un batelier tué par la police lors des émeutes d'août 1935.

## Biographie

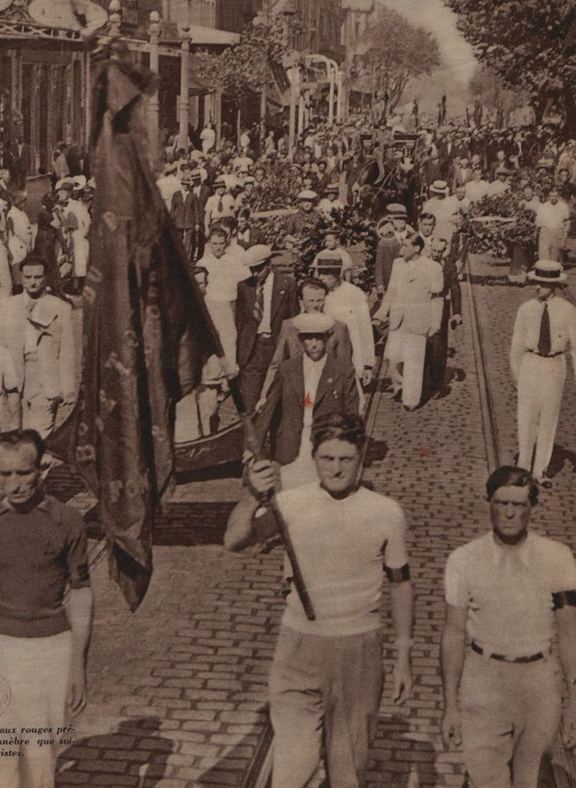
Obsèques de Henri Ercoli et Georges Liraud dans Regards du 15 août 1935.

Batelier de profession, Georges Liraud participe le 8 août 1935 au mouvement de grèves des ouvriers de l'arsenal de Toulon. Cette mobilisation s'inscrivait dans un élan insurrectionnel aux bases navales de Brest et Toulon contre une série de décrets-lois du gouvernement Laval qui amputaient le salaire des ouvriers d’État entre 5 et 10% par mois en août 1935. Ces manifestations dégénèrent en émeute et les affrontements avec la police provoquent de nombreux morts et blessés,.
Selon les versions, Georges Liraud est tué d'une balle dans la tête ou succombe d'une fracture d'une crâne,. Il meurt la même soirée que le militant socialiste Henri Ercoli.
Les obsèques eurent lieu le 11 août 1935 à Toulon.